# Bonstetten (Zúric)
Bonstetten és un municipi del cantó de Zúric (Suïssa), situat al districte d'Affoltern.